# جیمز فالوود
جیمز فالوود (انگلیسی: James Fullwood؛ ۱۷ فوریه ۱۹۱۱ – ۱۹۸۱ (۶۹−۷۰ سال)) بازیکن فوتبال اهل بریتانیا بود.
از باشگاه‌هایی که در آن بازی کرده‌است می‌توان به باشگاه فوتبال تاتنهام هاتسپر و باشگاه فوتبال ردینگ اشاره کرد.